# ريتشارد فيليبس
كان اللواء ريتشارد فيليبس (1661 – 14 أكتوبر 1750) في خدمة الملك ويليام الثالث عندما كان شابًا ونظيرًا لخدمته حصل على رتبة نقيب في الجيش البريطاني. حيث اشترك في معركة بوين عام 1690 وحصل على رتبة ملازم عقيد عام 1712. ثم أصبح قائدًا لـفوج المشاة الأربعين.
وفي عام 1717 عين في منصب حاكم نوفا سكوشيا بأمر من الملك جورج الأول. حيث وصل بالفعل إلى أنابوليس رويال عام 1720، وأنشأ مجلس نوفا سكوشيا وبحلول عام 1722 كان قد عاد إلى إنجلترا. ثم قام بزيارة أخرى إلى نوفا سكوشيا، وأقنع الأكاديين الفرنسيين بأداء قسم الولاء للحكومة البريطانية. ثم عاد مرة أخرى إلى إنجلترا في عام 1731. وخلال السنوات الأولى من عهده كان من الواضح أنه يضطلع بوظيفته بفعالية ومسؤولية. وبعد عام 1731 تراجع اهتمامه بالولاية تراجعًا كبيرًا. ونظرًا لغياباته المتكررة وتراجع اهتمامه، قويت أدوار هؤلاء الذين يعملون لصالحه. وكانوا: جون دوكت، (1717–1725); ولورنس ارمسترونج، (1725–1739)؛ وألكسندر كوسبي، 1739–1740؛ وبول ماسكارين، (1740–1749). وعند هذه المرحلة، عين إدوارد كورنواليس حاكمًا.

## وصلات خارجية
- Government of Nova Scotia Archives
- Biography at the Dictionary of Canadian Biography Online